# 小頭副孔鰕虎魚
小頭副孔鰕虎魚（学名：Paratrypauchen microcephalus），別名櫛赤鯊，为鳗鰕虎鱼科栉孔鰕虎鱼属的鱼类，俗名木乃。為熱帶海水魚，分布於印度西太平洋區，從東非、南非至馬來西亞、菲律賓、印尼，北至日本、朝鮮半島海域、半鹹水域，體長可達18公分，棲息在沿岸沙泥、礫石底質海域、河口區，掘洞而居，生活習性不明，可做為食用魚及觀賞魚。该物种的模式产地在Sungi-duri。